# KING (北斗の拳)
KING（キング）は、漫画『北斗の拳』、およびそれを原作としたアニメなどに登場する架空の軍団。軍団の長・シンの自称する称号をその名に冠している。
本稿では構成人員に加え、本拠地であるサザンクロスについても併せて解説する。

## 概要
ケンシロウから許婚のユリアを奪ったシンが作り上げた軍団。KING軍とも呼ばれる。本拠地はサザンクロス。関東一円を支配する一大勢力として物語の序盤に登場し、ユリア奪還を目指すケンシロウの行く手を阻んだ。南十字星を象った十字の紋章「ブラッディークロス」を旗印などに使用しており、これは左側に交点がある横長の十字である。その構成はトランプのスートにちなんだ名前の各部隊に分かれ構成員には頭部にそのマークがある他、それぞれのトップが「スペード」などマークの名前で呼ばれて彼らはスートの横に「K」と入れられている。
アニメ『北斗の拳』では、原作にいた幹部4名はトランプのジャックに見立てられ、スートの横の字が「K」から「J」に変更。エンディングテロップでも役名が「スペードJ」といったように表記されている。（ただし本編中の呼称は「スペード」のみ、これはダイヤ・クラブ・ハートも同様）。これ以外に多数のオリジナルキャラクターが登場し、原作ではシンとの戦いの後に登場した「GOLAN」や「ジャッカル一味」といった勢力もシンの配下となっている。

## 構成
担当声優は特記ない限りテレビアニメ版のキャストである。

### 主要人物
シン
南斗六聖拳「殉星」の男。ケンシロウに七つの傷を付けて許婚のユリアを奪い、KINGのボスとして君臨した。
スペード
声 - 玄田哲章 / 掛川裕彦（PSゲーム）/ 米田直嗣（格闘ゲーム）/ 川津泰彦（真・北斗無双）/ 松本ヨシロウ→松山鷹志（DD北斗の拳） / 山崎たくみ（LEGENDS ReVIVE）
ケンシロウが最初に対峙したKINGの幹部。ケンシロウ曰く「ハゲ」「ハゲヤロー」。村に種もみを持ち帰ろうとするミスミ老人をいたぶっているところにケンシロウが現れ、ボウガンを使ってケンシロウを狙うが、一度目を避けられ、二度目の射撃を「二指真空把」で跳ね返されて右目を潰される。その場は逃げ帰ったものの、逆恨みしてミスミ老人の村を襲い、村人を虐殺した。駆け付けたケンシロウと再戦するが、ミスミ老人を殺したことに激怒したケンシロウに両腕をへし折られた上「北斗残悔拳」を受けて、3秒後に死ぬ恐怖にのたうち回りながら、上半身が真っ二つに裂けて死亡する。
テレビアニメ版では7秒に変更され、恐怖の悲鳴を上げのたうち回るスペードの横にタイムカウンターが表示され、カウントダウンする演出がなされていた。
ゲーム『真・北斗無双』の幻闘編シンの章では、元はボウガン使いの暴徒だったが、「女王（ユリア）のための兵隊」を探していたシンの目に留まり、スペードの名を与えられて彼の部下となった。
外伝『LIFE is OFFSIDE』では彼の過去が描かれている。それによると彼は優秀なサッカー選手であり、幾度もの困難に襲われながらも再起を果たし、貧しい出身村を救うという夢を実現していく高潔な人物であった。しかし、核戦争によってその村は灰となり、それを見て心が折れた彼は原作のような残虐な人物に変貌を遂げる。
ダイヤ
声 - 郷里大輔 / 西本理一（格闘ゲーム）/ 一条和矢→高橋伸也（DD北斗の拳） / 酒巻光宏（LEGENDS ReVIVE）
顔に歌舞伎のような隈取を施しており、大振りの棍棒を自在に扱う棒術使い。ケンシロウ曰く「くまどりやろう」。自分の口に全く収まらないほどの石を噛み砕くほど顎の力が強い。ケンシロウをおびき出すために近隣の村人を無差別に処刑していたが、当のケンシロウに発見され「交首破顔拳」で顔が真っ二つに割れて死亡する。本人は「スペードなどとは格が違う」と自信を見せたが、「バケモノはバケモノ小屋で寝ていろ」と言われる。自慢の棒術はかすり傷とはいえ原作で初めてケンシロウを流血させたが、ケンシロウにとっては「スロー過ぎてあくびが出る」程度のものでしかなく、片手で軽く受け止められた。
テレビアニメ版では目・鼻・口から血を噴出して死亡している。
外伝『追憶のヘヴィメタル』では本名は山村たかしであり、顔のメイクは対人恐怖症の対策であった。核戦争前は島谷こうへい（後のクラブ）とヘヴィメタルバンドを組んでいる。
クラブ
声 - 戸谷公次 / 大原崇（天の覇王）/ 関智一→武田一成（DD北斗の拳） / 藤井隼（LEGENDS ReVIVE）
長身痩躯で巨大なかぎ爪を付けている。4メートル位の長身で描かれているが、『天の覇王』ではリュウガよりも一回り背が高いくらいである。ケンシロウ曰く「カマキリ」。
「スペードやダイヤと違い、自分は修行を重ねている」と自称しているが、その実態は奴隷相手に「一瞬でも俺の体に触れることができたら町から出してやろう」と言っておいて弄び、いざ触った者は「家畜の分際でこの俺の体に触りやがったな」と理不尽な言い分で惨殺するという、残虐な殺人嗜好者である。しかしケンシロウには全く歯が立たず秘孔を突かれ、命惜しさにKINGの居場所をぺらぺら喋った上に、助けてもらえないと分かると自分の所業も棚に上げて「そ…そんな!や、約束がちがう!」と命乞いをするが、ケンシロウに「お前が一度でも約束を守ったことがあるのか」と切り返され、秘孔の効果で背骨を折られて死亡。
テレビアニメ版では蟷螂拳の使い手とされ、惨殺の理由も「サザンクロス脱走未遂者の処刑」に変更されている。また、ケンシロウに「助けてくれ」と命乞いするが「村人たちもそう言ったはずだな」と切り返され、断末魔をあげて死亡する。
外伝『追憶のヘヴィメタル』では本名は島谷こうへいであり、核戦争前は山村たかし（後のダイヤ）とヘヴィメタルバンドを組んでいる。
ハート
声 - 飯塚昭三 / 滝口順平（86年劇場版・PSゲーム）/ 巻島直樹（激打3） / 藤本たかひろ（北斗無双）/ 矢部雅史（DD北斗の拳） / 茶風林（LEGENDS ReVIVE）
原作に登場するシン配下の幹部では最強の実力者で、同僚のクラブさえも知らなかったKINGの素性と南斗聖拳の正体を知っていた。笑い方は「ブッヒッヒッヒッヒッ」。一人称は「私」だが感情が高ぶると「俺様」に変わる。
外見は極端な肥満体で、上半身には刺のついたサスペンダーと肩当しか身につけていない。普段は温厚な性格で紳士的な口調で語りかけ、バーのマスターに乱暴を働くクラブの配下（テレビアニメ版ではハートの部下）をたしなめる一面を持つ。しかし、ひとたび自分の血を見ると正気を失って殺人鬼と化し「いてえよ〜!!」と叫びながら暴れまくり、周囲の人間を皆殺しにしてしまう悪癖がある。
その豊満な腹部はどんな衝撃も吸収する特異体質で、北斗神拳をも無効化する「拳法殺し」の異名を持ち、彼を倒すことのできる者は、いかなるものも貫通する南斗聖拳の使い手であるシンのみとされていた。ケンシロウと対決した際に一度は窮地に追い込むなど善戦したが、「北斗柔破斬」をくらい「ひっ、ひでぶっ!」と断末魔の悲鳴を上げて死亡した。
「狂乱の屠殺人」の異名を持つが、復刻版では「狂乱の殺人者」とされている。また、ケンシロウがハートに言い放つセリフ「ブタは屠殺場へ行け!」も復刻版では「ブタはブタ小屋へ行け!」、最新コミック版では「ブタと話す気はない!」など、刊行された版によって変更がある。
テレビアニメ版での設定は原作に準じるが、ナヨナヨとした女性的な喋り方になり、部下に一般人の処刑を命じておきながら「血を見るのは嫌い」と嫌そうな表情でつぶやく描写が追加された。特に「拳法殺し」とは呼ばれておらず単に「柔らかくて分厚い体」と自称している。さらに北斗神拳を「へなちょこ拳法」と挑発する描写もある。ケンシロウとの対戦時は、原作ではシンに傷を負わされて逆上していたが、対決の舞台がシンの居城ではなくなったため、シンの命を受け、隠れて様子をみていたジョーカーに傷つけられるという展開に変更されている。
東映による旧劇場版では、シンではなくジャギの部下として登場してケンシロウに対して丁寧語で話していた。なおシンの部下（＝トランプ札に関連する名前）という設定の制約がないため「エレファント」というオリジナルの名前で登場する予定であったが、結局は原作通りの「ハート」に戻された。劇場用予告編では「ケンシロウVSエレファント」というテロップがそのまま使用されていた。
タイピングソフト『激打3』やセガの対戦格闘ゲーム『北斗の拳』などでは「ハート様」と表記されている。また、英語版でも「Mr. Heart」と唯一Mr.を付けて表記されている。
ゲーム『北斗無双』では原作どおりKINGの幹部として登場するが、幻闘編ではシンの章・最終話にてシンと相対する場面がある。ダウンロードサービスによりプレイアブルキャラクターとして使用可能となり、自身の腹を駆使した伝承奥義と拳王侵攻隊のヒゲ男が得意技とする火闘術を使用できる。
ゲーム『真・北斗無双』の幻闘編シンの章では、元は怪力の巨漢だったが、「女王（ユリア）のための兵隊」を探していたシンの目に留まり、ハートの名を与えられて彼の部下となった。
テレビ版では飯塚昭三が声を担当していたが、劇場版では滝口順平に変更されている。その後のPlayStation用ゲームソフト『北斗の拳 世紀末救世主伝説』では滝口が、2006年にリリースされたパチスロ機『北斗の拳SE』やセガの対戦格闘ゲーム『北斗の拳』では飯塚が担当した。
2012年12月発売の『コミックゼノン』で読切外伝『HEART of Meet〜あの日の約束〜』が掲載されており、それによると本名はアルフレッド。元は良家の子息で痩せた病弱な美少年だった。サラという美人で文武両道の姉がいたが、アルフレッドが暴漢に誘拐されそうになったところを助けようとして逆に殺害されている。その際に手についたサラの血を見て叫ぶといった姿が見られ、後の「狂乱の殺人者」となった由来がうかがえる。結局、その場をシンに救われ、そのまま彼について行くこととなる。
『北斗の拳』の連載35周年を記念して行われた人気投票「北斗の拳 国民総選挙」では、第20位にランクインしている。
また、バーチャルハート様の名で、MIKUCANに所属するバーチャルYouTuberとしても活動している。

### アニメオリジナルキャラクター

#### 幹部
ジョーカー
声 - 千葉繁
KINGの副官で参謀を務める細身の男。鳥の脚に掴まって飛行したり、あるいは瞬間移動のような術を駆使して、シン配下の軍閥・軍団を縦横無尽に操りケンシロウを幾度も追い詰めた。トランプを使った幻惑技を多用するなどして、ケンシロウとの直接対決を避ける傾向にあった。最後にケンシロウと意を決して対決して南斗翔天拳で攻め通すが、動きを逐一見切られて敗北する。最期は「言うことを聞けば命は助ける」としたケンシロウの要求を拒否して死を選んだ。
シンが部下たちに対して厳しい態度をとったにもかかわらず、最後までシンに忠誠を誓い、自身の運命を受け入れて潔く散った部下である。それゆえ、シンは彼だけは唯一信頼していた。
バルコム
声 - 加藤精三
ジョーカーと同格のKINGの副官。肩書は「大将軍」。泰山流拳法の使い手で呼吸法により自身の躰を容易に鋼鉄化できる。KING軍の総指揮官を任されて忠誠を誓っていたが、シンがサキに対して何の咎めも無しに故郷へ送り返したことを機に造反を決意する。幹部たちを説き伏せ、その大部分を味方につけ、自身も「妖鬼幻幽拳」で挑むが、結局はシン一人の前に歯が立たずに倒された。
シンへの裏切りを拒絶した幹部のナリマンを殺したり、味方ごとシンを葬ろうとするなど冷酷非道な一面がある。そのため、決戦でシンが現れた際に部下がバルコムの命令を無視するなど人望は低い。
ナリマン

KING配下の幹部。バルコムがシンに対して謀叛を企てる秘密会議で彼以外の幹部全員が賛同したところを、1人だけ「KING（シン）がいなくなれば軍団はまとまりを欠く」と造反への加担を拒んだ。本人はバルコムのやり方に不満を抱いていたが、かといってシンに対する忠誠心がそれほど強いというわけでもなかったので告げ口をする気もなく、そのまま退席しようとしたが口封じのためにバルコムに始末される。バルコムの身体に鉄の爪や石像を叩きつけた上にナイフを突き刺して抵抗したが、いずれも泰山流拳法の呼吸法に阻まれ、躯を締め上げられて絶命した。劇中では名前が登場せず、関連書物で名前が明らかになった。

#### その他の正規メンバー
ドラゴン
声 - 亀井三郎
ギリシャ神話に登場するような服装の男で、南斗龍神拳という火炎を吐く大道芸のような闘術を使う。屋敷に侵入してきたケンシロウを仲間にしようとしたが断られたため、天井から降りる剣山でケンシロウを殺そうとするが失敗。幻術使いのパトラと組んでケンシロウを襲うが、「烈火逆流拳」で爆死した。
パトラ
声 - 鳳芳野
魔女のような幻術使い。『北斗の拳』の全編を通して、敵役に徹した唯一の女性キャラクターでもある。湖に浮かぶ西洋風の城が住処。幻術技を駆使してケンシロウを追い詰め、最後には相棒のドラゴンとタッグで襲うがケンシロウに簡単にかわされる。その直後に両眼に水晶玉を叩き込まれて視力を失ったところに、ドラゴンが吐いた南斗龍神拳の火炎が誤って直撃し火だるまとなりながら湖に落下した。
コウモリ人間
ドラゴンとパトラの部下。コウモリの翼と鋭い牙を持った怪人で人間の生き血を吸う。南斗聖拳の流れを汲む蝙蝠拳の使い手の二人組で、空中を飛び回りケンシロウを追い詰めるも、鉄骨の足場によって空中戦のハンデを克服したケンシロウに粉砕された。
ダンテ
声 - 玄田哲章
シンと共に南斗聖拳を学んだ男で、南斗百斬拳の使い手。
筋骨隆々の体躯にポリス風の衣装を纏った男で、キスをする場面が多い。卑劣な計画でかつての仲間であったデュランを利用してケンシロウの命を狙うが失敗。最期は怒りに燃えたケンシロウの猛攻を受けて死亡、死体は噴火口に転落した。
ザリア
声 - 森功至
シンを「神」と表現する南斗暗鐘拳の使い手。拳法家と言うより黒魔術師に近く、原理については作中では特に説明されていないが、街の大聖堂にある鐘の音を聞かせて特定の人物を真っ二つに切り裂いたり、死体の蘇生ができるほか、生きた人間を一時的にゾンビ化して操るなどの奇怪な術を駆使した。
暗鐘拳でリンや街人を操ってケンシロウを追い込み、北斗神拳で死んだ頭の無い部下の死体をも蘇生させ、再度攻撃させるなど善戦した。しかし、蘇生した死体は「命奪崩壊拳」によって原型を留めずに破壊され、自身も最期はケンシロウの「北斗百烈拳」を浴びて大聖堂の鐘に激突。さらに蹴り上げられ天井を突き破り、十字架に磔にされるとミイラのような土気色に変色し、落雷で真っ二つになって消滅した。巨大なアフロヘアはカツラで、百烈拳を浴びている最中に外れた。
ウルフ
重機を使った壊し屋（こわしや）軍団の指揮官。大きな鉄球が付いた工事用車両でケンシロウに挑むが、重機を破壊されてしまい、部下も全滅。ならばと火炎放射器で立ち向かうも、あっさりと跳躍でかわされ、そのまま逆立ち状態での「北斗残悔拳」で爆死した。
ヒドラ
声 - 矢田耕司
武装バギー部隊の隊長で、サザンクロスへと向かうケンシロウ一行の行く手を阻もうとする。バットとリンを逃がすために足止めを引き受けたケンシロウをチェーンで拘束し、バギー6台がかりで八つ裂きにしようとした。追っ手を振り切って戻ってきたバットたちの前に立ち塞がったかに見えたが、既に秘孔を突かれており死亡。バギー部隊も殲滅されていた。
初登場時は白い肌でモヒカンの色はピンク色だったが、その後ケンシロウを狙って登場した際は黒人になっていてモヒカンの色も青緑色に変更されていた。
トウダ
シルクハットを被った男で、南斗列車砲の砲術長。他にもヘリコプター部隊や昔の軍艦を改造した秘密要塞を指揮するなど、全般的に兵器部隊の指揮官であった。ケンシロウのために囮になったジェニファーを列車砲「ジョーカー・バルコム」で殺害する。怒りを爆発させたケンシロウの「北斗縦列破」によって、砲撃隊の部下は壊滅。恐れをなして逃げ出し、秘密要塞に誘い込んで軍艦砲の集中砲火でケンシロウを撃ち殺そうとしたが倒せず、恐怖で半狂乱になり要塞内を逃げ回った挙句に追いつめられ、秘孔を突かれ死亡した。

#### 下部組織の頭目
バロン、ジャンク
声 - 戸谷公次（バロン）、幹本雄之（ジャンク）
バロンはスコルピオ軍団の頭領で、巨大な双頭の斧を振り回す南斗風車斬の使い手。
ジャンクはスネーク軍団の頭領で、鞭を生きた蛇のように巧みに操って攻撃する南斗蛇鞭拳の使い手。
お互いに仲が悪く、とある街の覇権を巡って対立していたが、ジョーカーの仲裁で力を合わせてケンシロウを倒すように命令される。だが彼らは命令を無視し、バロンはケンシロウを味方に引き入れてジャンクとの戦いを有利に進めようとするが、ケンシロウは本心から加担する気などなく、両軍の激突を傍観する。
僅かに生き残った部下もケンシロウに倒され、最期は両者ともに「北斗繰筋自在拳」を食らって、お互いの体を全力で抱き締め合う形になり、ケンシロウに「似合いのカップルだ」と揶揄されて爆死した。
ゴラス
部下は全員かつてスピードレーサーというサンダー軍団の指揮官。ボウガンを片腕で跳ね返すことができるが、拳法の心得があるかは不明。ジーナ村を襲撃し、ケンシロウに「世界中を探して見つけたたった一台の戦車」で戦いを挑んだが、ケンシロウには通用しなかった。半壊して火を噴き始めた戦車から脱出しようとハッチを開けた瞬間に秘孔「停覚」を突かれ、体の自由を奪われて戦車もろとも爆死した。
マハリ
ヘリコプター部隊のブラックバード軍の隊長。ガレッキーに襲撃されたジーナ村へ向かうケンシロウの前に立ち塞がり、地上の攻撃が届かない空中から攻撃を仕掛けるが、自らが搭乗するヘリに跳び乗ったケンシロウに秘孔「頭亜」を突かれて操られ、部隊も壊滅させられる。最後は誘導役として酷使された果てにゴールドウルフ軍のど真ん中に墜落させられ死亡。
ガレッキー
ゴールドウルフ軍の隊長。サーカスのような南斗人間砲弾の創設者。人間砲弾でケンシロウを襲撃するが、部隊は簡単に粉砕され、自ら人間砲弾となってケンシロウに挑むも北斗虚空斬で秘孔を突かれ、体の自由を奪われて動けなくなる。それでも往生際悪く、人質を乗せた気球を見せつけてケンシロウを脅すが、逆に自分が気球を射ち落とすための大砲の弾として発射され、砂漠の彼方へ飛んでいった。生死は不明。
襲撃作戦の真っ最中でもランチタイムになると休憩に入り、優雅に食事をしていた。「まずはスープ、食後にはコーヒーだ」とのセリフから食事には拘りがある様子。

### ゲームオリジナルキャラクター
アイパッチ
『北斗の拳 バイオレンス劇画アドベンチャー』に登場。ケンシロウとバットがサザンクロスへ向かう途中で立ち寄った村の隠し井戸を探す。眼帯をしており、その下は義眼となっている。
ジャック
『北斗の拳 バイオレンス劇画アドベンチャー』に登場。アイパッチの兄。ケンシロウたちがサザンクロスへ向かう途中で砂の中から現れる。
コング
『北斗の拳 バイオレンス劇画アドベンチャー』に登場。サザンクロスで見張りをしている。
『北斗無双』では指揮官クラスのメンバーとして、「スペードの9」といった人物が登場する。

## サザンクロス
シンがユリアのために築いた街で、多数の人員を動員して作り上げたKINGの本拠地。『天の覇王 北斗の拳ラオウ外伝』では、サザンクロスタウンという呼称で登場する。シンは完成した街の全貌を自分の居城からユリアに見せ、その力を誇示したが彼女の心を動かすことはできなかった。
この街で働かされている人々は、KINGから「家畜」と呼ばれ、奴隷扱いされている他、劇中ではクラブの手で面白半分に虐殺されるなどその扱いは劣悪である。また、定期的に「家畜狩り」と称して近隣の村の住民や難民を大量に拉致しては、ブラッディークロスの焼印を押して新しい「家畜」にする。
テレビアニメでは第5話でそれまでの本拠地（ドラドの町）から、新しく作り上げたサザンクロスに移動するという展開となっている。これにより、もぬけの殻となったシンの居城を訪れたケンシロウとそこに待ち伏せしていた幹部のジョーカーが対峙するシーンが描かれた。なお、この城はケンシロウ抹殺を図るジョーカーが地下にあるガソリンに引火したことで爆破された。ケンシロウはシンが移動したというサザンクロスの場所をつかめなかったが、ユリアの侍女・サキの兄でサザンクロスを脱走してきたテムジナの遺した言葉「緑の大地、悪魔の目」がヒントとなり、場所を特定できた。その言葉どおり、悪魔の目の形をした場所のちょうど目の中に位置している。その後、ケンシロウが向かう前にバルコムの反乱を発端としてKING内で同士討ちが始まると火を放たれ、街は灰燼に帰した。